# Nadia de Santiago

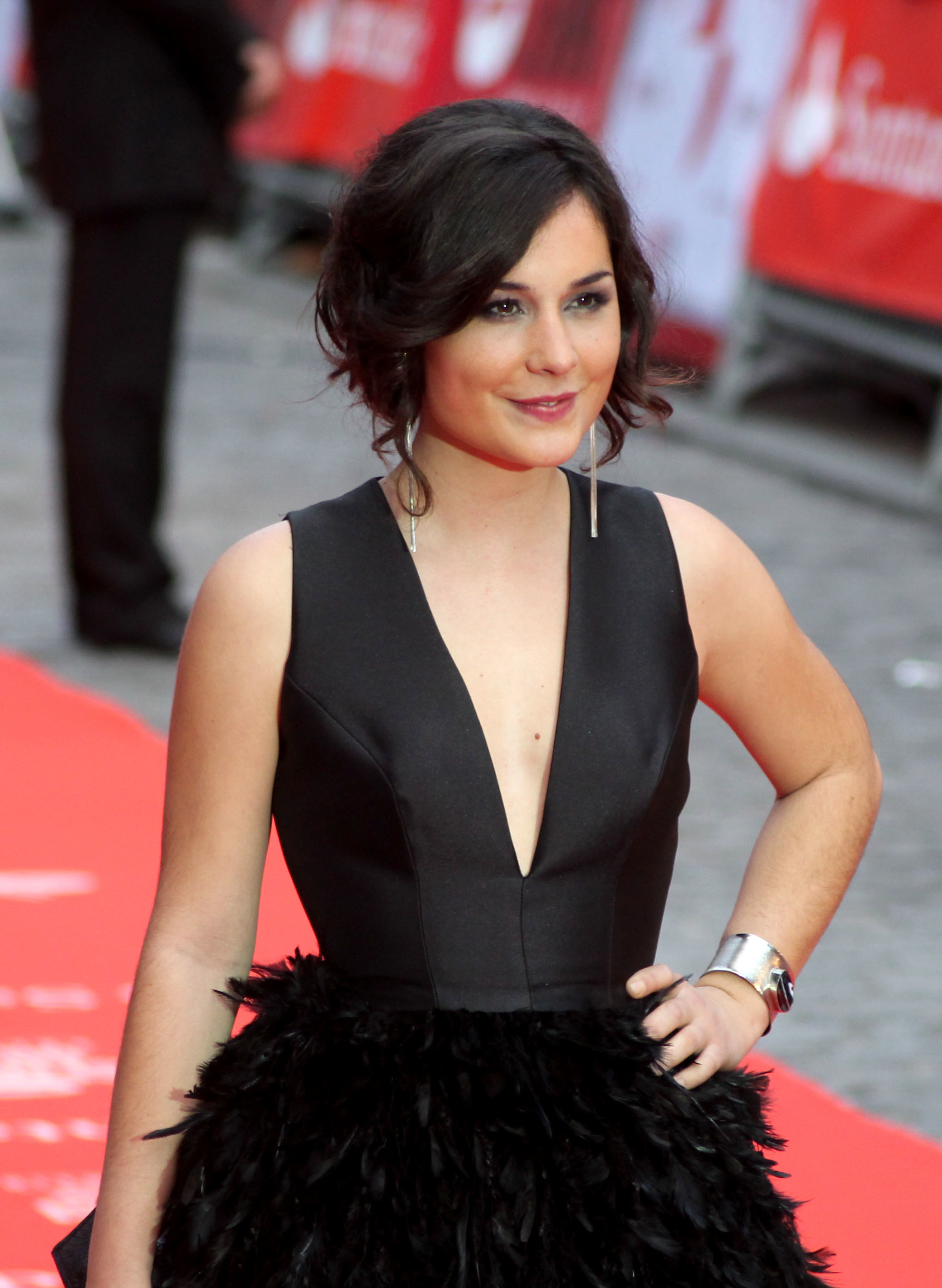
Nadia de Santiago

Nadia de Santiago Capell (* 3. Januar 1990 in Madrid) ist eine spanische Theater- und Filmschauspielerin.

## Leben
Nadia de Santiago wurde bereits mit zehn Jahren als Kinderdarstellerin aktiv. Für ihre Darstellung der Carmen in Las 13 rosas wurde sie 2008 für den Goya als beste Nachwuchsdarstellerin nominiert. Ab 2010 spielte sie in der Seifenoper Amar en tiempos revueltos. Ab 2017 wirkte sie in der Netflix-Serie Die Telefonistinnen mit.

## Filmografie (Auswahl)
- 2002–2003: Javier ya no vive solo (Fernsehserie, 26 Folgen)
- 2004: Ana y los 7 (Fernsehserie, 7 Folgen)
- 2006: The Cold Hour (La hora fría)
- 2006: Alatriste
- 2006–2007: Cambio de clase (Fernsehserie, 20 Folgen)
- 2007: Test (Kurzfilm)
- 2007: Las 13 rosas
- 2010–2015: Amar en tiempos revueltos (Fernsehserie, 528 Folgen)
- 2011: Punta Escarlata (Fernsehserie, 9 Folgen)
- 2012: Ali
- 2017–2020: Die Telefonistinnen (Las chicas del cable, Fernsehserie, 42 Folgen)
- 2021: Die Zeit, die ich dir widme (El tiempo que te doy, Fernsehserie, 10 Folgen)
- 2023: Caleta Palace
- 2025: Un año y un día
- 2025: Handbuch einer Anstandsdame (Manual para señoritas, Fernsehserie, 8 Folgen)